# Canton de Montguyon
Le canton de Montguyon est une ancienne division administrative française située dans le département de la Charente-Maritime et la région Poitou-Charentes.
C'était le canton le plus étendu de l'arrondissement de Jonzac et le deuxième du département par sa superficie, se classant après le canton d'Aulnay.
C'était également le canton le plus méridional de la Charente-Maritime mais aussi de la région Poitou-Charentes.

## Géographie
Ce canton était organisé autour de Montguyon dans l'arrondissement de Jonzac.
Son altitude variait de 11 m (La Barde) à 150 m (Neuvicq) pour une altitude moyenne de 66 m.

## Représentation

### Conseillers d'arrondissement (de 1833 à 1940)
Le canton de Montguyon avait deux conseillers d'arrondissement.
| Période                                  | Période      | Identité                 | Étiquette   | Qualité |
| ---------------------------------------- | ------------ | ------------------------ | ----------- | --- |
| 1833                                     | 1839         | M. Laurore               |             | Ancien officier, propriétaire au Fouilloux                                                                  |
| 1839                                     | 1848         | M. Geneuil               |             | Géomètre à Montguyon                                                                                        |
|                                          |              |                          |             | |
| 1852                                     | 1855         | M. Guise                 |             | |
| 1855                                     |              | M. Bonnet                |             | |
|                                          |              |                          |             | |
| 1862                                     | 1866         | François Girard          | Républicain | Avocat, propriétaire à Cercoux                                                                              |
|                                          |              |                          |             | |
| 1880                                     | 1887 (décès) | Aristide Nau (1824-1887) |             | Distillateur à Cercoux                                                                                      |
|                                          |              |                          |             | |
| 1919                                     | 1928         | Pierre Laurore           |             | Maire du Fouilloux                                                                                          |
| 1919                                     | 1928         | Henri Frichou            |             | Négociant, adjoint au maire de Saint-Aigulin                                                                |
| 1928                                     | 1940         | Charles Girard           | Radical     | Maire de Clérac                                                                                             |
| 1928                                     | 1940         | Pierre Martin            | Radical     | Industriel, maire de Saint-Aigulin                                                                          |
| 1940                                     |              |                          |             | Les conseils d'arrondissement ont été suspendus par la loi du 12 octobre 1940 et n'ont jamais été réactivés |
| Les données manquantes sont à compléter. |              |                          |             | |

### Conseillers généraux de 1833 à 2015
- De 1833 à 1848, les cantons de Montguyon et de Montlieu avaient le même conseiller général. Le nombre de conseillers généraux était limité à 30 par département[1].

| Période | Période      | Identité                                | Étiquette     | Qualité |
| ------- | ------------ | --------------------------------------- | ------------- | --- |
| 1833    | 1839         | Jean Riquet                             |               | Avocat, maire d'Orignolles                                                                                       |
| 1839    | 1848         | Jean-Pierre Gaignon                     |               | Substitut au Procureur du Roi à Jonzac                                                                           |
| 1848    | 1850         | Célestin Bart                           | Monarchiste   | Propriétaire, ancien Préfet des Hautes-Pyrénées                                                                  |
| 1850    | 1852         | Duc Élie Decazes                        |               | Ancien référendaire de la Chambre des Pairs Ancien ministre, ambassadeur en Angleterre propriétaire à Montguyon  |
| 1852    | 1856         | François Lafargue                       |               | Juge de paix |
| 1856    | 1864         | Ernest Baroche                          | Bonapartiste  | Maître des requêtes au Conseil d'État, propriétaire à Vichy-les-Bains (Allier)                                   |
| 1864    | 1866 (décès) | Célestin Bart (1800-1866)               | Monarchiste   | Propriétaire, ancien Préfet des Hautes-Pyrénées                                                                  |
| 1866    | 1871         | François Girard                         | Républicain   | Avocat, propriétaire à Cercoux, conseiller d'arrondissement                                                      |
| 1871    | 1873 (décès) | Joseph Bonnet                           | Bonapartiste  | Propriétaire, maire de Montguyon                                                                                 |
| 1873    | 1895 (décès) | Ernest Tarneaud (1828-1895)             | Bonapartiste  | Notaire, maire de Montguyon                                                                                      |
| 1895    | 1919         | Jules Nau                               | Républicain   | Distillateur Maire de Clérac                                                                                     |
| 1919    | 1940         | René Carré-Bonvalet                     | Rad.          | Propriétaire viticole à Nieul-le-Virouil Député (1914-1919) Sénateur (1934-1945)                                 |
|         |              |                                         |               | |
| 1945    | 1977 (décès) | Daniel Daviaud                          | Rad. puis MRG | Notaire - Député (1962-1968) Maire de Saint-Aigulin                                                              |
| 1977    | 1988         | Pierre-Paul Boisvert (1922-2001)        | SE            | Maire de Saint-Aigulin (1977-1985)                                                                               |
| 1988    | 2008         | Pierre-Jean Daviaud (fils de D.Daviaud) | MRG puis DVG  | Cadre Suppléant du député Philippe Marchand (1988-1990) - Député (1990-1993) Maire de Saint-Aigulin (1985-2008)  |
| 2008    | 2015         | Francis Savin                           | DVD           | Cadre commercial Maire de Saint-Pierre-du-Palais (1995-2016) Député suppléant de Dominique Bussereau (2012-2016) |

## Composition
Le canton de Montguyon regroupait quatorze communes et comptait 9 349 habitants (recensement de 2006 sans doubles comptes).
| Communes               | Population (2012) | Code postal | Code Insee |
| ---------------------- | ----------------- | ----------- | ---------- |
| La Barde               | 410               | 17360       | 17033      |
| Boresse-et-Martron     | 178               | 17270       | 17054      |
| Boscamnant             | 336               | 17360       | 17055      |
| Cercoux                | 1 101             | 17270       | 17077      |
| Clérac                 | 932               | 17270       | 17110      |
| La Clotte              | 531               | 17360       | 17113      |
| Le Fouilloux           | 664               | 17270       | 17167      |
| La Genétouze           | 216               | 17360       | 17173      |
| Montguyon              | 1 455             | 17270       | 17241      |
| Neuvicq                | 401               | 17270       | 17260      |
| Saint-Aigulin          | 1 943             | 17360       | 17309      |
| Saint-Martin-d'Ary     | 499               | 17270       | 17365      |
| Saint-Martin-de-Coux   | 390               | 17360       | 17366      |
| Saint-Pierre-du-Palais | 293               | 17270       | 17386      |

## Démographie
| 1962   | 1968   | 1975   | 1982   | 1990  | 1999  | 2006  | 2011  | 2012   |
| ------ | ------ | ------ | ------ | ----- | ----- | ----- | ----- | ------ |
| 11 673 | 11 149 | 10 485 | 10 095 | 9 475 | 9 147 | 9 349 | 9 936 | 10 016 |